# Ogogoro
L’ogogoro est une boisson alcoolisée distillée en Afrique de l'Ouest, plus particulièrement au Nigéria, à partir de sève de raphia fermenté. Il est aussi connu sous le nom d’akpeteshie (au Ghana), ufofob (dans la région de Calabar), robirobi (Abeokuta), baba erin (Ilesha), eyinbo gò, majidun, etonto, wuru (Delta du Niger), udi ogagan et agbakara (Benin City), sapele water, kparaga, kai-kai, sun gbalaja, egun inu igo, push-me-push-you, iced water, craze man in the bottle, crim-kena, OHMS (« our own made stuff ») et sonsé.
La sève du raphia est récupérée grâce à une incision dans l'arbre en dessous de laquelle est placé un récipient, retiré un ou deux jours après l'incision. La sève est portée à ébullition, la vapeur est récoltée par condensation pour être consommée. L’ogogoro contient de l'éthanol et son degré d'alcool est compris entre 30 et 60°. Il est réalisé de façon artisanale et sa consommation peut être dangereuse pour la santé ; elle cause la mort de plusieurs centaines de personnes chaque année. 